# Territórios palestinianos
Os territórios palestinos (português brasileiro) ou palestinianos (português europeu) compreendem duas regiões não contíguas - a Cisjordânia (incluindo Jerusalém Oriental) e a Faixa de Gaza. Após a extinção do Mandato Britânico da Palestina, esses territórios foram capturados e ocupados pela Jordânia e pelo Egito durante a Guerra árabe-israelense de 1948. Durante a Guerra dos seis dias (1967), foram ocupados por Israel. O termo território palestino ocupado foi usado pelas Nações Unidas e outras organizações internacionais entre outubro de 1999 e dezembro de 2012 para se referir a áreas controladas pela Autoridade Nacional Palestina (ANP), mas a partir de 2012, quando a Palestina foi admitida como um dos seus Estados observadores não membros, as Nações Unidas passaram a usar exclusivamente o nome Estado da Palestina. A União Europeia também utiliza o termo "território palestino ocupado". O governo de Israel e os seus apoiadores usam o rótulo "territórios disputados".
A Autoridade Nacional Palestina considera Jerusalém Oriental como parte da Cisjordânia e, portanto, com parte dos Territórios Palestinos, enquanto o governo israelense considera que seja parte do Estado de Israel. Em 1980, Israel anexou Jerusalém Oriental, retirando-a da Cisjordânia, mas o Conselho de Segurança da ONU, conforme a sua Resolução 478, considera nula tal anexação, afirmando tratar-se de uma violação da lei internacional.
Após a assinatura dos Acordos de Oslo, em 1993, porções dos territórios palestinianos têm sido governadas, em diferentes graus, pela Autoridade Palestiniana. Israel não considera que Jerusalém Oriental e a anterior terra de ninguém Israelo-Jordana (a primeira, anexada em 1980, e a segunda, em 1967) façam parte da Cisjordânia. Israel alega que ambas estão sob controlo total israelita. 58% do território da Cisjordânia (ou do que Israel considera que seja a Cisjordânia) é governado pela Administração Civil Israelita da Judeia e Samaria. Isto não foi reconhecido por nenhum outro país, uma vez que as anexações unilaterais estão proibidas pelas leis e costumes internacionais.

## Nome
Há diferentes opiniões sobre o nome que deve ser dado aos territórios palestinianos.
As Nações Unidas, o Tribunal Internacional de Justiça, a União Europeia, o Comité Internacional da Cruz Vermelha e o Governo do Reino Unido referem-se a "Territórios Palestinianos Ocupados".  Jornalistas também usam a descrição para indicar terras fora da Linha Verde. O termo é muitas vezes usado intermutavelmente com Territórios ocupados, embora este termo seja também aplicado aos Montes Golan, que são internacionalmente reconhecidos como parte da Síria e não são reclamados pelos Palestinianos. A confusão vem do facto de todos estes territórios terem sido capturados por Israel em 1967 na Guerra dos seis dias e serem tratados pelas Nações Unidas como territórios ocupados por Israel.
Outros termos usados para descrever estas áreas colectivamente incluem "os territórios disputados", "Territórios ocupados por Israel", e "os territórios ocupados". Mais termos incluem Yesha (Judeia-Samaria- Gaza), Yosh (Judeia e Samaria), a faixa Katif (Faixa de Gaza), entre outros.
Muitos líderes árabes ou islâmicos, incluindo alguns palestinianos, usam a designação "Palestina" e "Palestina ocupada", para implicar uma reclamação política ou religiosa sobre a totalidade do anterior território do mandato britânico a oeste do Rio Jordão, incluindo a totalidade de Israel.
Muitos deles vêm a terra da Palestina como um Waqfislâmico para futuras gerações. Existe um paralelo com as aspirações de alguns sionistas e líderes religiosos judeus, para estabelecer um estado soberano judeu cobrindo todo o Grande Israel para o povo judeu.

## História
Em 1922, após o colapso do Império Otomano, que governara a Palestina durante quatro séculos (1517–1917), foi estabelecido o Mandato Britânico para a Palestina. Durante o mandato britânico, ocorreu uma imigração judaica em larga escala, sobretudo proveniente da Europa Oriental, embora a imigração judaica ocorresse durante o período otomano.
O futuro da Palestina foi objeto de ardente disputa entre árabes e judeus. Em 1947, a propriedade total de terra por judeus, na Palestina, era de 1 850 000 dunans ou 1 850 km², representando 7.04% da terra total da Palestina. As terras de propriedade pública ou as "terras da coroa", majoritariamente situadas no Negueve, pertencentes ao mandato britânico da Palestina, correspondiam a cerca de 70% da área total, sendo que os árabes (cristãos e muçulmanos) e outros eram proprietários dos restantes 23%.
Em 1947, o Plano da ONU para a partição da Palestina propõe a divisão da Palestina, sob mandato britânico, entre um estado árabe e um judeu, definindo Jerusalém e a área circundante como corpus separatum (corpo separado) - uma área sob regime internacional especial. As regiões propostas para o estado árabe incluíam o que se veio a tornar a faixa de Gaza e a maior parte do que se tornou a Cisjordânia, assim como outras áreas.

## Divisões

### Áreas
- Área A (total controle civil e de segurança da Autoridade Nacional Palestina): cerca de 3% da Cisjordânia, exceto Jerusalém Oriental (primeira fase, 1995).[21][22] Em 2011: 18%.[23][24] Esta área inclui todas as cidades palestinas e seus arredores, sem assentamentos israelenses. A entrada nesta área é proibida a todos os cidadãos israelenses. As Forças de Defesa de Israel mantêm nenhuma presença na região, mas às vezes realizam incursões para prender supostos militantes.
- Área B (controle civil palestino e controle de segurança conjunto israelense-palestino): cerca de 25% (primeira fase, 1995).[21][22] Em 2011: 21%.[23][24] Inclui áreas de muitas cidades e vilas palestinas, sem assentamentos israelenses.
- Área C (total controle civil e militar israelense, exceto sob civis palestinos): cerca de 72% (primeira fase, 1995).[21][22] Em 2011: 61%.[23][24] Estas áreas incluem todos os assentamentos israelenses (cidades, vilas e aldeias), terras vizinhas, a maioria das estradas que ligam as povoações (e que agora estão restritas aos israelenses), bem como áreas estratégicas descritas como "zonas de segurança".[23] Havia 1 000 colonos israelenses que viviam na Área C em 1972. Em 1993, sua população tinha aumentado para 110 mil colonos. Em 2012, os israelense somavam mais de 300 mil - contra 150 mil palestinos, a maioria dos quais são beduínos e fellahin.[25]

### Subdivisões administrativas

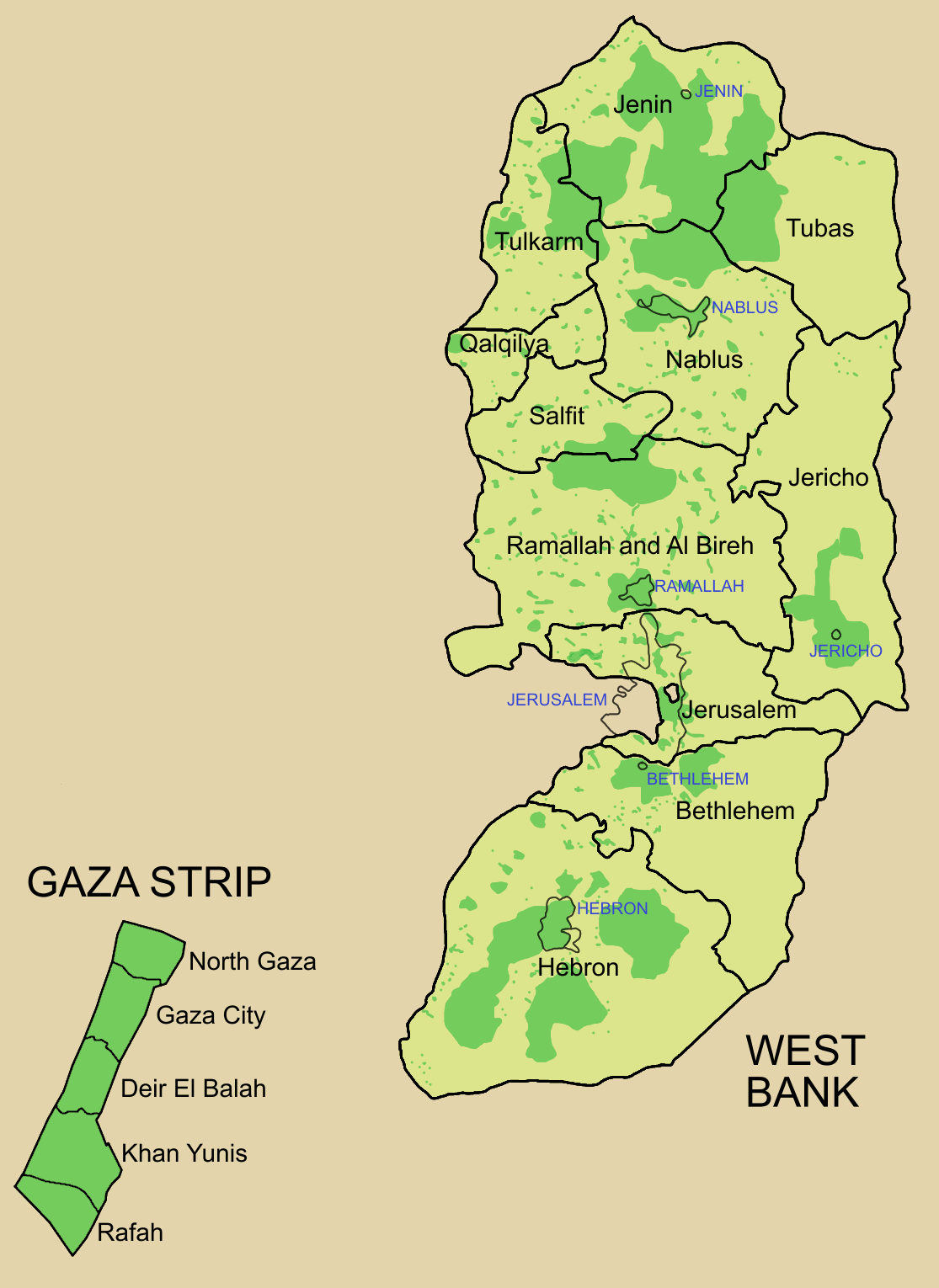
Províncias (ou "governorates") e áreas formalmente controladas por palestinos (em verde escuro).

Pelo Acordo de Oslo II, os territórios palestinos foram divididos em três áreas administrativas temporárias - as áreas A, B e C - até que fosse estabelecido um acordo definitivo. As três áreas não são contíguas mas fragmentadas. Assim, a  Cisjordânia e a Faixa de Gaza foram divididas em áreas (A, B e C) e províncias (ou "governorates").
Na área A, ficaria sob controle da  ANP (controle civil e da segurança). A área B ficaria sob controle militar de Israel e controle civil palestino. A área C refere-se à área dos assentamentos judeus, sob total controle israelense .
Desde a Batalha de Gaza (2007) a maior parte da Faixa de Gaza está sob controle do Hamas, e a Autoridade Palestina afirma que já não tem, oficialmente, o controle da Faixa.
A ANP divide os territórios palestinos em 16 províncias:
Na Faixa de Gaza
- Província de Gaza
- Província de Deir el-Balah
- Província de Khan Yunis
- Província de Rafah
- Província de Gaza do Norte

Na Cisjordânia
- Província de Jenin
- Província de Tubas
- Província de Nablus
- Província de Tulkarm
- Província de Salfit
- Província de Qalqilya
- Província de Ramallah e al-Bireh
- Província de Jericó
- Província de Jerusalém
- Província de Belém
- Província de Hebron

## Demografia
Cerca de 90% dos palestinianos que vivem em Gaza e na Cisjordânia são muçulmanos ou drusos (uma seita que se separou do islamismo no século XI). Os restantes são cristãos. A proporção de cristãos nos territórios palestinianos era há dez anos de cerca de 30% da população total. Muitos dos cristãos partiram por causa da vida difícil nas áreas palestinianas e pela crescente islamização do movimento nacionalista palestiniano.
Os grupos radicais islâmicos armados (Hamas, Jihad Islâmica e Brigada dos Mártires de Al-Aqsa) lideram ataques contra israelitas nos territórios ocupados e em território israelita. Desses grupos, o Hamas também oferece serviços sociais aos palestinianos, tornando-se uma estrutura alternativa para a Autoridade Palestiniana.

## Estatuto político
O estatuto político dos territórios tem sido objecto de negociação entre Israel e a Organização de Libertação da Palestina (OLP) e de inúmeras declarações e resoluções pelas Nações Unidas. (Ver Lista das resoluções das Nações Unidas concernentes a Israel.) Desde 1994, a autónoma Autoridade Nacional Palestiniana tem exercido vários graus de controlo em partes dos territórios, como resultado da Declaração de Princípios contida nos Acordos de Oslo. O governo dos Estados Unidos reconhece a Cisjordânia e Gaza como um país. Considera a Cisjordânia e Gaza como uma única entidade para efeitos políticos, económicos, legais e outros. O Departamento de Estado e outras agências governamentais americanas têm estado ocupadas com projectos na área da democracia, governabilidade, recursos e infraestruturas. Parte da missão da USAID foi fornecer suporte discreto e flexível para a implementação do "Mapa do caminho para a Paz no Oriente Médio" (Road Map for peace in the Middle East) proposto pelo chamado Quarteto de Madri (formado em 2002 por Estados Unidos, Rússia, União Europeia e Nações Unidas). O Mapa do Caminho é um plano apoiado internacionalmente para o desenvolvimento progressivo de um estado palestiniano viável na Cisjordânia e Faixa de Gaza. Os estados participantes fornecem assistência através de contribuições directas ou através da conta do Estado Palestiniano estabelecida pelo Banco Mundial. Após o Hamas ter ganho a maioria dos assentos em eleições para o Parlamento Palestiniano, os Estados Unidos e Israel instituíram um bloqueio económico à Faixa de Gaza.
O estatuto final dos "Territórios Palestinianos" tem vindo a ser um estado independente para "Árabes" e é apoiado por países que apoiam o Mapa do Caminho proposto pelo Quarteto de Madri. O governo de Israel também aceitou o Mapa do Caminho, mas com 14 objecções.
A posição palestina é de que a criação e presença de colonatos israelitas nessas áreas é uma violação da lei internacional. Isto tem também sido afirmado pela maioria dos membros da convenção de Genebra.

### Resolução 242 do Conselho de Segurança das Nações Unidas
A Resolução 242 do Conselho de Segurança das Nações Unidas (S/RES/242), uma das resoluções da ONU mais comumente referidas em política do Médio Oriente, foi aprovada por unanimidade pelo Conselho de Segurança da ONU em 22 de Novembro de 1967, após a Guerra dos seis dias. Foi incorporada ao capítulo VI da Carta das Nações Unidas, e reafirmada pela resolução nº 338 do Conselho de Segurança da ONU, adotada após a Guerra do Yom Kippur (1973).
A resolução preconiza a "retirada das Forças Armadas de Israel dos  territórios ocupados durante o recente conflito" (houve dúvida se isso significaria todos os territórios) e o "encerramento de todas as reivindicações ou estados de beligerância". A resolução também apela para o mútuo reconhecimento pelas partes beligerantes (Israel, Egipto, Síria, Jordânia) dos seus respectivos estados e pelo estabelecimento de fronteiras seguras e reconhecidas por todas as partes envolvidas.

## Fronteiras
Os territórios palestinianos consistem em duas, ou três, áreas distintas (dependendo da interpretação sobre se  Jerusalém Oriental faz parte da Cisjordânia) — a Cisjordânia, a Faixa de Gaza e Jerusalém Oriental.
Israel considera que Jerusalém Oriental não faz parte da Cisjordânia, considerando-o como parte de um Jerusalém unificado, a sua capital. O limite oriental da Cisjordânia seria, assim, a fronteira com a Jordânia. O Tratado de paz Israel-Jordânia define essa fronteira como uma fronteira internacional, e a Jordânia renunciou a todos os territórios a oeste dela. O segmento de fronteira entre a Jordânia e a Cisjordânia foi deixado indefinido até um acordo definitivo sobre o estatuto do território .
O limite sul da Faixa de Gaza é a fronteira com o Egipto. O Egipto renunciou a todas as terras a norte da sua fronteira internacional, incluindo a Faixa de Gaza, no Tratado de Paz Israelo-Egípcio. Os Palestinianos não fizeram parte de nenhum dos acordos.